# Bajarse al moro (obra de teatre)
Bajarse al moro és una obra de teatre escrita pel dramaturg José Luis Alonso de Santos l'any 1985. L'obra continua la línia costumista de l'autor, que comptava amb notables precedents com La estanquera de Vallecas, i que resulta deutora dels sainets de principis del segle XX que reflecteixen un Madrid castís poblat de personatges perdedors i entranyables que sobrevivien com podien en els pitjors barris de Madrid.

## Sinopsi
Chusa i Jaimito són dos cosins que comparteixen un petit pis en el centre de Madrid, on també viu un altre amic, Alberto. Chusa acull Elena, a qui proposa viatjar al Marroc per traficar amb droga. Però Elena és verge i no pot transportar la mercaderia en la seva vagina. Per a remeiar el problema, i una vegada descartat Jaimito, Elena ha de perdre la seva virginitat amb Alberto. Però les dificultats i interrupcions se succeeixen: Doña Antonia, mare d' Alberto, Abel i Nancho, dos drogoaddictes amb síndrome d'abstinència. Finalment, Chusa viatja sola al Marroc. Al seu retorn és detinguda i empresonada. Quan sali de presó descobreix que Alberto i Elena s'han anat a viure junts a Móstoles just quan la pròpia Chusa descobreix que està embarassada d' Alberto. Però mai li ho dirà.

## Estructura
L'obra consta de dos actes. El primer amb quatre escenes -de durada de dos dies- i el segon amb tres - que no concreta quant dura, per la qual cosa poden ser dies, setmanes o mesos-.

## Representacions
L'obra va ser estrenada en el Teatre Principal de Saragossa el 6 d'abril de 1985 en una producció de Justo Alonso. I més tard va ser representada al Teatro Fuencarral de Madrid al setembre de 1985, amb direcció de Gerardo Malla i el següent repartiment:
- Verónica Forqué (Chusa)
- Jesús Bonilla (Jaimito)
- Pedro Mari Sánchez (Alberto)
- Amparo Larrañaga (Elena)
- María Luisa Ponte (Doña Antonia)

En 1987 l'obra es va emetre per Televisió espanyola amb el mateix elenc d'actors.
L'obra es va mantenir ininterrompudament en cartell fins a 1988, si bé van anar canviant els actors Natalia Dicenta/Pilar Bayona/Marisa Lahoz (Chusa), Fernando Tejeda (Jaimito), Antonio Vico (Alberto), Emma Suárez (Elena) i Marisa Porcel (Doña Antonia).
En 1989 Fernando Colomo dirigí la versió cinematogràfica.
Es restrenó en 2008 amb direcció del mateix autor i interpretació de Charo Reina, Alfonso Lara, Cristina Urgel, Alfonso Begara, Raquel Guerrero i Fernando Vaquero.

## Premis
En 1986 Alonso de Santos va obtenir per l'obra el Premio Nacional de Teatro i el Premi Tirso de Molina i Gerardo Malla va obtenir el premi de teatre El Espectador y la Crítica a la millor direcció escènica. En 1987 Santos va ser guardonat amb el Premi Mayte de Teatre també per Bajarse al moro i Natalia Dicenta va rebre el Premi Ercilla a la millor interpretació femenina.